# تنه مشترک شریانی
تنه مشترک شریانی (Truncus Arteriosus) نوعی ناهنجاری مادرزادی می‌باشد که در آن یک شریان بزرگ از قاعده قلب خارج شده و از همان شریان بزرگ، شریان کرونر، جریان خون سیستمیک و یک یا دو شریان ریوی قبل از شریان براکیوسفالیک جدا می‌شود.
در مقایسه با این ضایعه، در (A.P window) دو دریچه از قاعده قلب خارج شده و لزوماً VSD وجود ندارد ولی در تنه مشترک شریانی معمولاً زیر دریچه یک VSD بزرگ وجود دارد.

## تقسیم بندی
ناهنجاری تنه مشترک شریانی در انسان دارای چهار نوع مختلف می‌باشد:
تیپ ۱: درست کمی بعد از دریچه ترونکال، یک دهانه شریان ریوی وجود دارد که یک تنه شریان ریوی کوتاه دارد.
تیپ ۲: دهانه شریان ریوی راست و چپ شروع مشترک دارند و تنه شریان ریوی وجود ندارد.
تیپ ۳: دهانه شریان ریوی راست و چپ جدا و دور از هم هستند.
تیپ ۴: شریان ریوی راست و چپ مشخصی از تنه شریان صعودی جدا نمی‌شود، بلکه شریان‌های متعددی از آئورت نزولی جدا می‌شوند. این نوع Truncus معمولاً با آترزی پولمونر قابل تشخیص نیست.

## علایم و درمان
علایم: تاکیکاردی، تاکی‌پنه، سیانوز، کاهش رشد
درمان: در اوایل زندگی، بعد از سه هفتگی و قبل از سه ماهگی، حتی در صورت عدم وجود علائم، بایدعمل جراحی انجام شود.
تکنیک عمل جراحی: با هدایت بطن چپ از طریق VSD به تنه شریانی و قطع شریان‌های ریوی از تنه شریانی و اتصال آن‌ها به بطن راست با استفاده از کاندویی دریچه‌دار (هموگرافت) انجام می‌شود.

## عوارض
- زودرس:
بلوک قلبی
- نارسائی بطن راست ناشی از بیماری عروق ریوی
- دیررس:
تخریب و کوچک شدن هموگرافت و نیاز به عمل مجدد

## نگارخانه

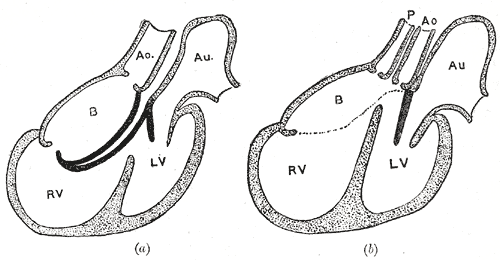
Diagrams to illustrate the transformation of the bulbus cordis. Ao. Truncus arteriosus. Au. Atrium. B. Bulbus cordis. RV. بطن (قلب). LV. بطن (قلب). P. سرخرگ ریوی.